# Hassan ibn Sabit
Hassan ibn Sabit (ur. ok. 563 w Jasrib (Medyna), zm. ok. 674) – arabski poeta znany głównie z poematów broniących proroka Mahometa.
Pochodził z plemienia Banu Chazradż. Zdobył uznanie na dworach chrześcijańskich władców Syrii z ludu Ghassanidów i władców Al-Hiry, Lachmidów. Poznał tam poetów An-Nabighę az-Zubjaniego i Alkamę. Po pojawieniu się w Medynie Mahometa w wieku ok. 60 lat przyjął islam i stał się najwcześniejszym poetą broniącym islamu w swojej twórczości. Był jednym z sahaba – osób z bezpośredniego otoczenia Mahometa. Gdy w 628 władca Egiptu Al-Mukaukas przysłał Mahometowi w prezencie dwie siostry - Marię Koptyjkę i Sirin, Mahomet podarował Sirin Hassanowi, która została jego nałożnicą, a następnie żoną. Miał z nią syna Abd ar-Rahmana ibn Hassana. Przy użyciu satyry odpierał literackie ataki na Mahometa i islam. Jego twórczość zawiera odniesienia do współczesnych wydarzeń. Był pierwszym religijnym poetą islamskim używającym wielu fraz z Koranu w swoich wierszach.